# Linia A metra w Buenos Aires
Linia A metra w Buenos Aires – najstarsza linia metra w Buenos Aires. Została otwarta dla podróżnych w dniu 1 grudnia 1913 roku, stając się pierwszym odcinkiem metra w Ameryce Łacińskiej, na półkuli południowej i Hispanoameryce. Rozciąga się na długości 10,7 km od Plaza de Mayo do Carabobo i przebiega pod całą częścią Avenida de Mayo i Avenida Rivadavia. Dziennie korzysta z niej około 307 000 osób (2009).
Obecnie linia kończy się na stacji Carabobo. Dwie stacje na zachód od niej są w budowie. Są to San José de Flores i San Pedrito, która będzie stacją końcową. Na linii w dalszym ciągu kursują historyczne pociągi La Brugeoise zbudowane w 1910.